# Vedeggio
Vedeggio är ett vattendrag i Schweiz. Det ligger i den sydöstra delen av landet, 150 km sydost om huvudstaden Bern.
I omgivningarna runt Vedeggio växer i huvudsak blandskog. Runt Vedeggio är det ganska tätbefolkat, med 160 invånare per kvadratkilometer.